# Retaule de Santa Úrsula i les onze mil verges
El Retaule de santa Úrsula i les onze mil verges és una pintura al tremp i oli sobre taula obra de Joan Reixac realitzada 1468 per a la capella de Santa Úrsula de l'església del monestir de Santa Maria de Poblet (Vimbodí, Conca de Barberà). Actualment es conserva al Museu Nacional d'Art de Catalunya. Representa la llegenda, molt probablement fictícia, d'Úrsula de Colònia i el seu seguici de noies verges.

## Composició
El conjunt presidit per santa Úrsula inclou les escenes de la Crucifixió i la Mare de Déu envoltada d'àngels, amb sant Bernat de Claravall que li presenta la comitent de l'obra, totes tres al carrer central, mentre que als carrers laterals es disposen sis escenes de la vida, el martiri i els miracles de la santa titular i les seves companyes. A la predel·la i al guardapols s'inclouen les representacions de diversos sants alternats, en aquest darrer cas, amb escuts del llinatge dels Mur.

## Història
La mort del pintor Jacomart, esdevinguda el 1461, va atorgar de nou un paper cabdal a Joan Reixac dins l'àmbit valencià, el qual va perdurar fins a la dècada de 1480. Més enllà, i fins als inicis del segle xvi, també varen ser reconeguts els membres de l'obrador que el van assistir en la comesa de les nombroses comandes que va atendre. Martí Torner, Pere Terrencs, Joan Barceló i el Mestre de Presepio, sintetitzen bona part dels models i de les pautes estilístiques flamenquitzants conreades per Joan Reixac a València.
En l'art fet per Reixac un cop mort Jacomart és on cal emplaçar la seva pintura de la dècada de 1460, una producció de qualitat com es pot observar en obres com en aquest retaule de santa Úrsula, icona signada pel pintor el 1468 destinada a Poblet, però procedent de Cubells, i el Retaule de l'Epifania, també al MNAC, finançat el 1469 per Guillem Joan «de la família dels Joans».